# St-Théodule (Bovernier)

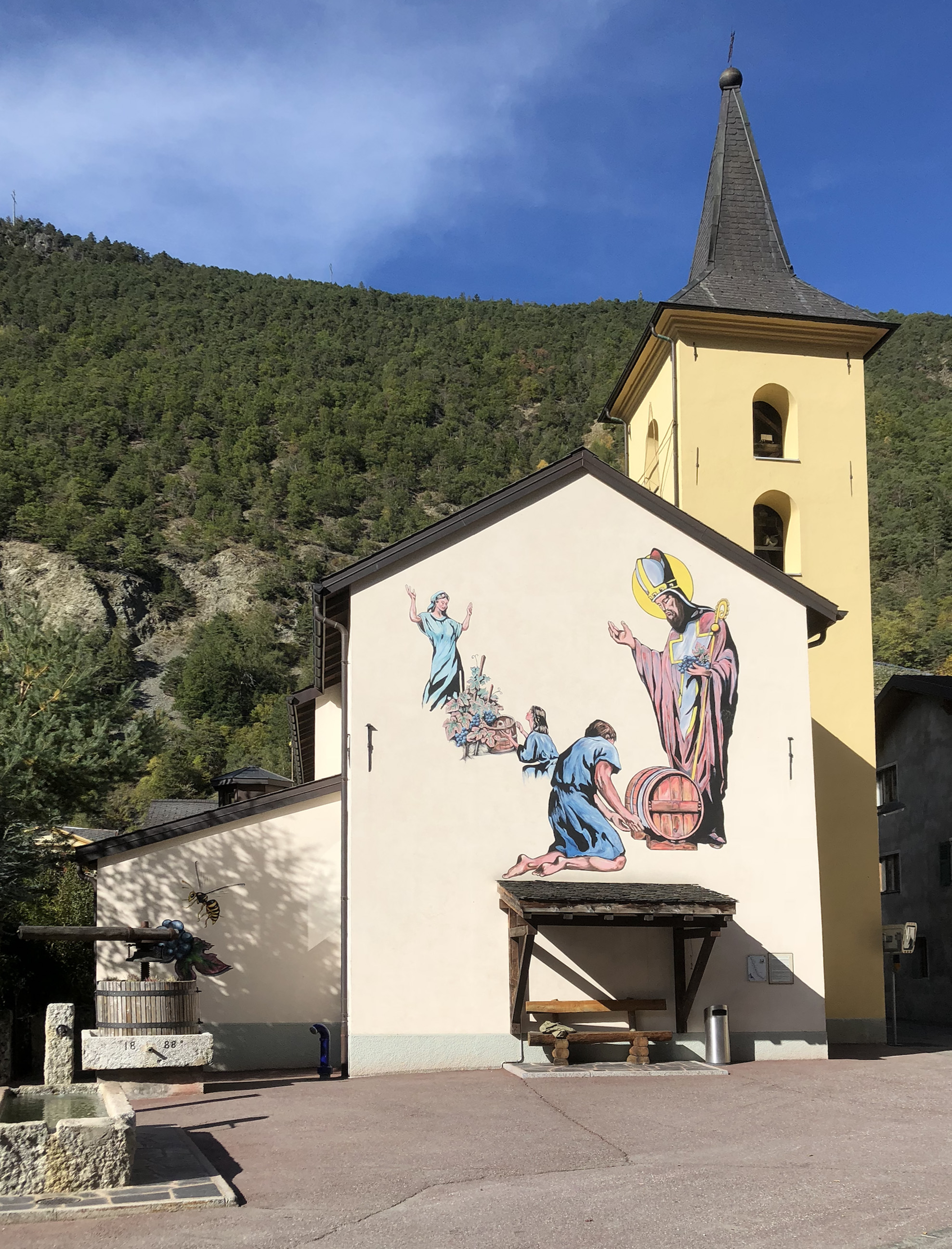
Pfarrkirche St-Théodule. Das Wandbild zeigt die Legende vom Weinfass, das nach einer Missernte durch die Segenskraft des Bischofs nie leer wurde.

St-Théodule ist die römisch-katholische Pfarrkirche von Bovernier im Kanton Wallis. Sie trägt das Patrozinium des heiligen Theodor von Sitten, des ersten bekannten Bischofs von Octodurum (heute Martigny), der Nachbargemeinde von Bovernier, und Landespatrons des Kantons Wallis sowie des Bistums Sitten.

## Geschichte
Die Ortschaft Bovernier gehörte seit dem Mittelalter zur Grosspfarrei Sembrancher und besass seit dem 15. Jahrhundert eine eigene, dem heiligen Theodul geweihte Kapelle. Die kleine Ortschaft ist Schauplatz einer volkstümlichen Legende aus dem Leben des heiligen Theodul, wonach eine Bewohnerin des Dorfes den Teufel am Diebstahl von Theoduls wundertätigem Bischofsstab gehindert habe.
1747 wurde die Gemeinde Bovernier durch einen Erlass des Bischofs von Sitten Johann Joseph Blatter zur selbständigen Pfarrei erhoben. Einsprachen der Pfarrei Sembrancher gegen diesen Entscheid wiesen sowohl der Bischof als auch der Apostolische Nuntius Filippo Acciaiuoli in Luzern ab. Die neue Pfarrei errichtete unter dem ersten Pfarrer Nicolas Joseph Champlot, Mitglied der Chorherrenkongregation vom Hospiz auf dem Grossen St. Bernhard, von 1748 bis 1752 die eigene Kirche, die durch Bischof Johann Hildebrand Roten am 14. Juni 1755 konsakriert wurde.
1873 weihte Abt Etienne Bagnoud aus dem Kloster St-Maurice den neuen Hochaltar der Kirche, 1899 wurden für sie drei neue Glocken gegossen, aus den 1960er Jahren stammt der neue, gemäss der Liturgiereform zum Kirchenschiff gerichtete Volksaltar.
Das spätbarocke Bauwerk wurde 1935 vergrössert. Seit 1939 hat die Kirche drei grossformatige, von Edgar Voirol (1897–1987) entworfene Glasfenster mit Abbildungen des heiligen Mauritius, dessen Grab in Agaunum (Saint-Maurice) nördlich von Martigny verehrt wird, des heiligen Bernhard, des Gründers des Sankt-Bernhard-Hospizes, und des heiligen Antonius. In den 1990er Jahren wurde die Kirche unter Pfarrer Oswald Giroud erneut renoviert. Dabei wurde sie neu ausgemalt und erhielt unter anderem neue Bänke und weitere farbige Figurenfenster.
In der Gegenwart ist Bovernier dem Pfarrsprengel Martigny angeschlossen und wird von Chorherr Joseph Jingen Yang betreut.

## Ausstattung
Die Pfarrkirche von Bovernier besitzt eine Statue des heiligen Theodul aus dem 16. Jahrhundert, einen spätbarocken Choraltar mit einem Ölgemälde, das den Kirchenpatron zeigt, und zwei der Jungfrau Maria und dem heiligen Antonius gewidmete Seitenaltäre in den Nischen der Seitenschiffe.
1997 erhielt die Kirche mehrere Glasfenster, deren Entwürfe von der Walliser Glasmalerin Françoise Bruchez stammen. Die Fenster zeigen die heiligen Hubertus, Vinzenz, Fabian und Sebastian sowie den St.-Bernhards-Chorherren und Missionar Maurice Tornay. Für die kleinen Rundfenster gestaltete Françoise Bruchez Glasfenster, welche die heiligen Josef, Dominik, Johanna Antida, Cäcilia und Thérèse de l'Enfant-Jésus abbilden.